# Hrymajliw
Hrymajliw (ukrainisch Гримайлів; russisch Гримайлов Grimailow, polnisch Grzymałów) ist eine Siedlung städtischen Typs im Rajon Tschortkiw der Oblast Ternopil im Westen der Ukraine mit etwa 2000 Einwohnern. Sie liegt etwa 40 Kilometer südöstlich der Oblasthauptstadt Ternopil.

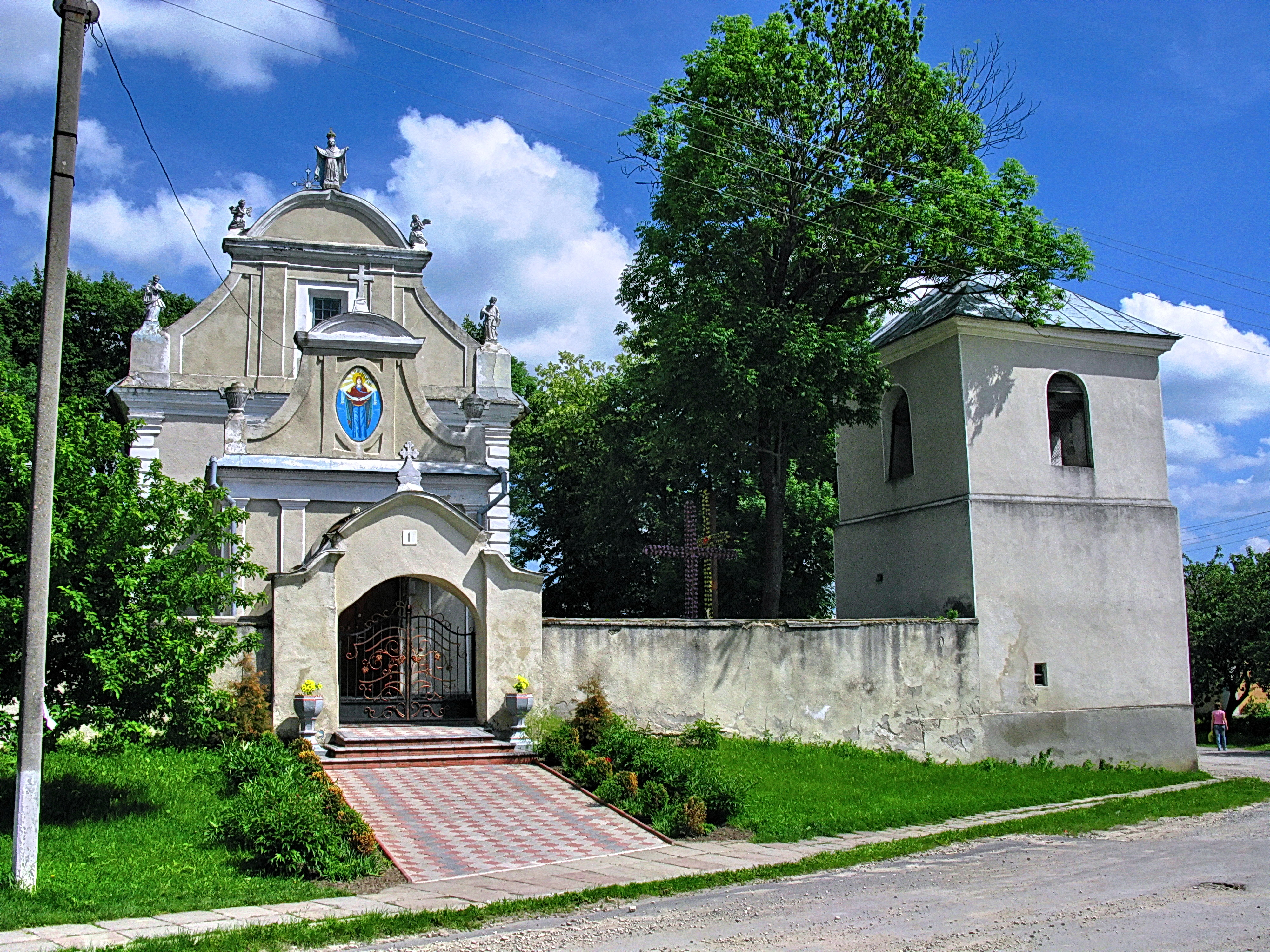
Kirche im Ort

## Geographie
Die ehemalige Rajonshauptstadt Tschortkiw liegt etwa 45 Kilometer südwestlich, durch den Ort fließt der Fluss Hnylka.

## Geschichte
Der Ort wurde 1595 zum ersten Mal schriftlich erwähnt und gehörte zunächst zur Adelsrepublik Polen-Litauen (in der Woiwodschaft Ruthenien). Von 1774 bis 1918 gehörte er unter seinem polnischen Namen Grzymałów zum österreichischen Kronland Galizien und war von 1854 bis 1867 Sitz einer Bezirkshauptmannschaft, danach wurde der Bezirk auf den Bezirk Skałat aufgeteilt und ein Bezirksgericht desselben errichtet.
1897 bekam Hrymajliw durch den Bau der Lokalbahn Borki Wielkie–Grzymałów Anschluss an das Eisenbahnnetz.
Nach dem Ende des Ersten Weltkrieges kam der Ort zu Polen (in die Woiwodschaft Tarnopol, Powiat Skałat), wurde im Zweiten Weltkrieg 1939 bis 1941 von der Sowjetunion und dann bis 1944 von Deutschland besetzt und hier in den Distrikt Galizien eingegliedert.
Nach dem Ende des Krieges wurde der Ort der Sowjetunion zugeschlagen, dort kam das Dorf zur Ukrainischen SSR und ist seit 1991 ein Teil der heutigen Ukraine. 1956 bekam Hrymajliw den Status einer Siedlung städtischen Typs verliehen, bereits im Januar 1940 wurde der Ort zur Rajonshauptstadt des Rajons Hrymajliw bestimmt, dieser bestand bis zu seiner Auflösung im Jahre 1962.

## Verwaltungsgliederung
Am 11. September 2016 wurde die Siedlung zum Zentrum der neugegründeten Siedlungsgemeinde Hrymajliw (Гримайлівська селищна громада Hrymajliwska selyschtschna Hromada). Zu dieser zählen auch noch die 4 Dörfer Bilyniwka, Buzyky, Leschaniwka und Oleniwka, bis dahin bildete sie mit den Dörfern Buzyky und Oleniwka die gleichnamige Siedlungsratsgemeinde Hrymajliw (Гримайлівська селищна рада/Hrymajliwska selyschtschna rada) im Osten des Rajons Hussjatyn.
Am 12. Juni 2020 kamen noch weitere 20 in der untenstehenden Tabelle aufgelistetenen Dörfer zum Gemeindegebiet.
Seit dem 17. Juli 2020 ist sie ein Teil des Rajons Tschortkiw.
Folgende Orte sind neben dem Hauptort Hrymajliw Teil der Gemeinde:
| Name                     | Name        | Name                       | Name                 | Name |
| ukrainisch transkribiert | ukrainisch  | russisch                   | polnisch             |      |
| ------------------------ | ----------- | -------------------------- | -------------------- | ---- |
| Bilyniwka                | Білинівка   | Белиновка (Belinowka)      | Biletówka, Bilitówka |      |
| Buzyky                   | Буцики      | Буцыки (Buzyki)            | Bucyki               |      |
| Hlibiw                   | Глібів      | Глебов (Glebow)            | Hlibów               |      |
| Kalahariwka              | Калагарівка | Калагаровка (Kalagarowka)  | Kałaharówka          |      |
| Kokoschynzi              | Кокошинці   | Кокошинцы (Kokoschinzy)    | Kokoszyńce           |      |
| Kosyna                   | Козина      | Козина (Kosina)            | Kozina               |      |
| Krasne                   | Красне      | Красное (Krasnoje)         | Krasne               |      |
| Krutyliw                 | Крутилів    | Крутилов (Krutilow)        | Kręciłów             |      |
| Kut                      | Кут         | Кут                        | Kąt Toustecki        |      |
| Leschaniwka              | Лежанівка   | Лежановка (Leschanowka)    | Leżanówka            |      |
| Mali Birky               | Малі Бірки  | Малые Борки (Malyje Borki) | Borki Małe           |      |
| Mala Luka                | Мала Лука   | Малая Лука (Malaja Luka)   | Łuka Mała            |      |
| Monastyrycha             | Монастириха | Монастыриха (Monastyricha) | Monasterycha         |      |
| Nowosilka                | Новосілка   | Новосёлка (Nowosjolka)     | Nowosiółka           |      |
| Oleniwka                 | Оленівка    | Оленовка (Olenowka)        | Eleonorówka          |      |
| Pajiwka                  | Паївка      | Паевка (Pajewka)           | Pajówka              |      |
| Pisnanka                 | Пізнанка    | Познанка (Posnanka)        | Poznanka Hetmańska   |      |
| Raschtiwzi               | Раштівці    | Раштовцы (Raschtowzy)      | Rasztowce            |      |
| Sadschiwka               | Саджівка    | Саджовка (Sadschowka)      | Sadzawki             |      |
| Selene                   | Зелене      | Зелёное (Seljonoje)        | Zielona              |      |
| Stawky                   | Ставки      | Ставки (Stawki)            | Stawki Kraśnieńskie  |      |
| Towste                   | Товсте      | Толстое (Tolstoje)         | Touste               |      |
| Wikno                    | Вікно       | Окно (Okno)                | Okno                 |      |
| Wolyzja                  | Волиця      | Волица (Woliza)            | Wolica               |      |

## Söhne und Töchter der Ortschaft
- Johann Puluj (1845–1918), ukrainischer Physiker
- David Kahane (1903–1998), polnisch-israelischer Rabbiner